# La Balade de Lucie
Pour plus de détails, voir Fiche technique et Distribution.
La Balade de Lucie est un téléfilm français réalisé par Sandrine Ray et diffusé en 2013,.

## Synopsis
À Paris, Lucie mène une vie familiale tranquille avec son mari Paul et ses jeunes fils Alexandre et Benjamin. Sa vie bascule après l’arrestation de Paul pour abus de biens sociaux et la saisie du patrimoine familial par les huissiers. Lucie refuse d'aller habiter chez sa mère et s'installe à Lyon avec ses enfants. Mais sa vie est désormais vide de sens. Confrontée aux difficultés à se réinsérer dans la société, car elle n'a jamais travaillé, et après avoir laissé ses fils à la garde de sa mère, Lucie part en solitaire sur la côte girondine pour retrouver ses repères. Mais ses enfants ne l'entendent pas de cette oreille et partent à sa recherche.

## Fiche technique
- Titre original : La Balade de Lucie
- Réalisation : Sandrine Ray
- Scénario et dialogues : Sandrine Ray
- Assistante réalisation : Frédérique Juhel
- Décors : Pascal Chatton
- Costumes : Hadjira Ben Rahou
- Photographie : Olivier Cocaul
- Son : Michel Lesaffre
- Musique : Renaud Barbier
- Production : Alain Pancrazi, Odile Mc Donald[3]
- Sociétés de production : Made in Pm, avec le soutien de la Région Aquitaine dans le cadre du Fonds de soutien à la création et à la production cinématographiques et audiovisuelles, en partenariat avec le CNC et avec la participation de la Commission régionale du film d'Écla (Écrit cinéma livre audiovisuel)[4], de France Télévisions et de TV5 Monde
- Chaîne de diffusion : France 2
- Pays d’origine :  France
- Langue : français
- Format : couleur — image 16/9 — son stéréo
- Genre : comédie dramatique
- Durée : 95 min[5],[2]
- Date de diffusion : 6 mars 2013 sur France 2

## Distribution
- Sandrine Bonnaire : Lucie
- Mylène Demongeot : la mère de Lucie
- Nicolas Gob : Bruno, le taxi
- Zacharie Chasseriaud : Alexandre Dupré, le fils ainé de Lucie
- Antoine Rodet : Benjamin Dupré, le fils cadet de Lucie
- Jean-Pierre Lorit : Paul Dupré, le mari de Lucie
- Manuel Blanc : l'agent de la mairie
- Maud Forget : Sophie
- Stella Trotonda : Lucie enfant

## Distinction

### Récompense
- Fondation Beaumarchais SACD : prix du meilleur scénario.

## Tournage
- Période prises de vue : du 12 septembre au 13 octobre 2011[5]
- Extérieurs : Paris, Lyon et Bordeaux, Cap Ferret, Grayan-et-l'Hôpital, Montalivet-les-Bains, Soulac-sur-Mer (Gironde)[6]